# Rhabdotis semipunctata
Rhabdotis semipunctata är en skalbaggsart som beskrevs av Fabricius 1787. Rhabdotis semipunctata ingår i släktet Rhabdotis och familjen Cetoniidae. Inga underarter finns listade i Catalogue of Life.